# Вулиця Янки Купали (Львів)
Ву́лиця Я́нки Купа́ли — вулиця у Шевченківському районі міста Львова, в місцевості Підзамче. Сполучає вулиці Квітову та Східну. Спершу прямує з південного заходу на північний схід (паралельно з вулицею Дашкевича), приблизно посередині повертає під прямим кутом наліво — на північний захід. Прилучається вулиця Біляшівського.

## Історія та назва
Вулиця утворена 1905 року у складі підміського села Замарстинів й до 1934 року мала назву — Крива. Після приєднання Замарстинова до Львова, від 1934 року — вулиця Загоровського, на честь шляхтича з Волині, єзуїта Єроніма Загоровського. У 1936—1937 роках — вулиця Усарська, у 1937—1944 роках — вулиця Крива, у 1944—1947 роках — вулиця Загоровського. Сучасну назву вулиця отримала у 1946 році, на честь класика білоруської літератури Янки Купали.

## Забудова
Забудова вулиці Янки Купали зберегла свої старовині риси. Двоповерхові кам'яниці 1890-х років своїми фасадами у стилі еклектичного історизму міські чиншові будинки. Хіба що у Львові вони були три- або чотириповерховими, у той час, як на Замарстинові — лише одно- або двоповерховими. Також присутня на вулиці забудова початку XX століття, конструктивізм 1930-х років, двоповерхова барачна 1950-х років та чотириповерхова забудова 1960-х років, а також сучасна садибна забудова. 

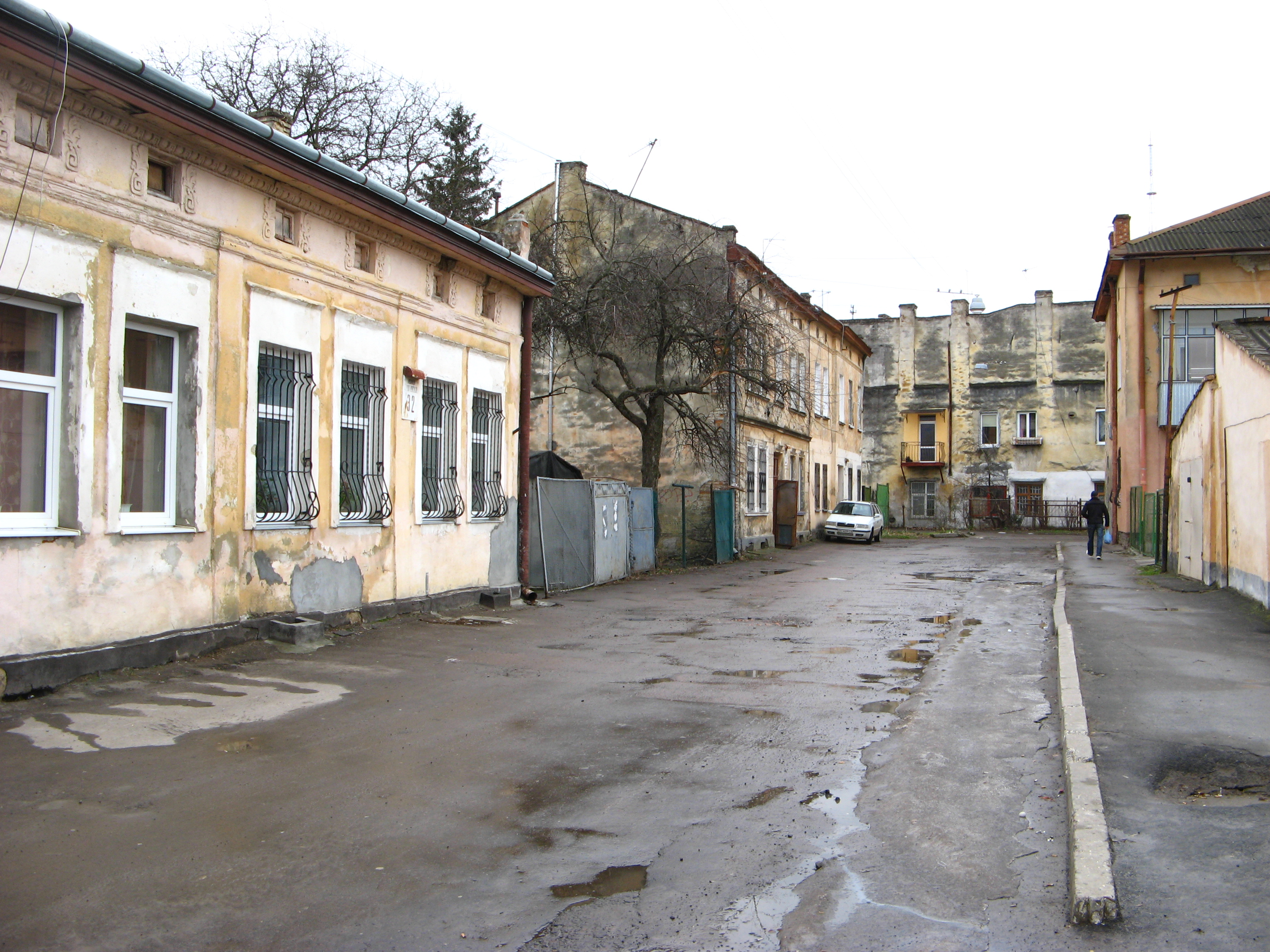
Середня частина вулиці Янки Купали
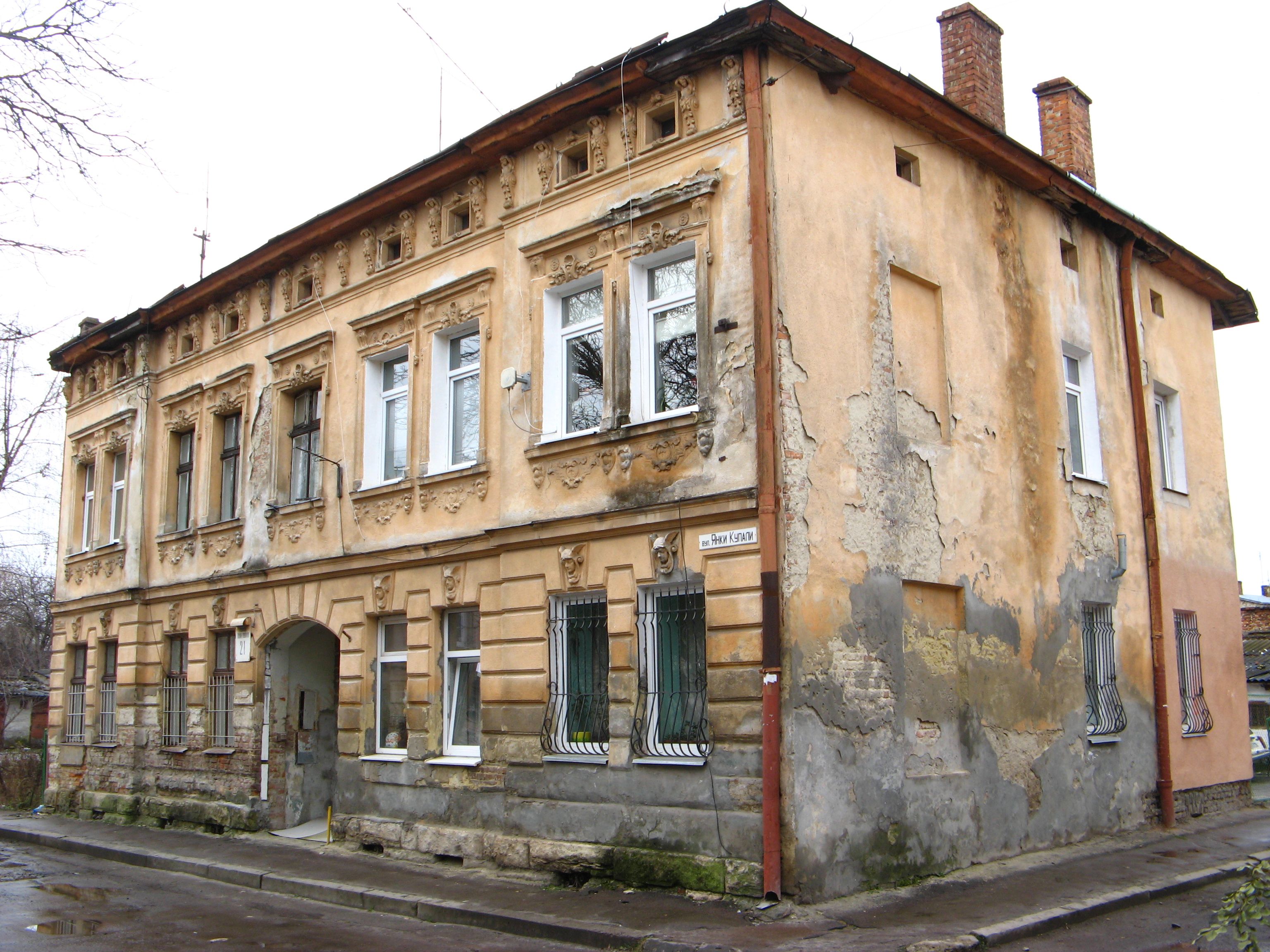
Кам'яниця (вул. Янки Купали, 21)
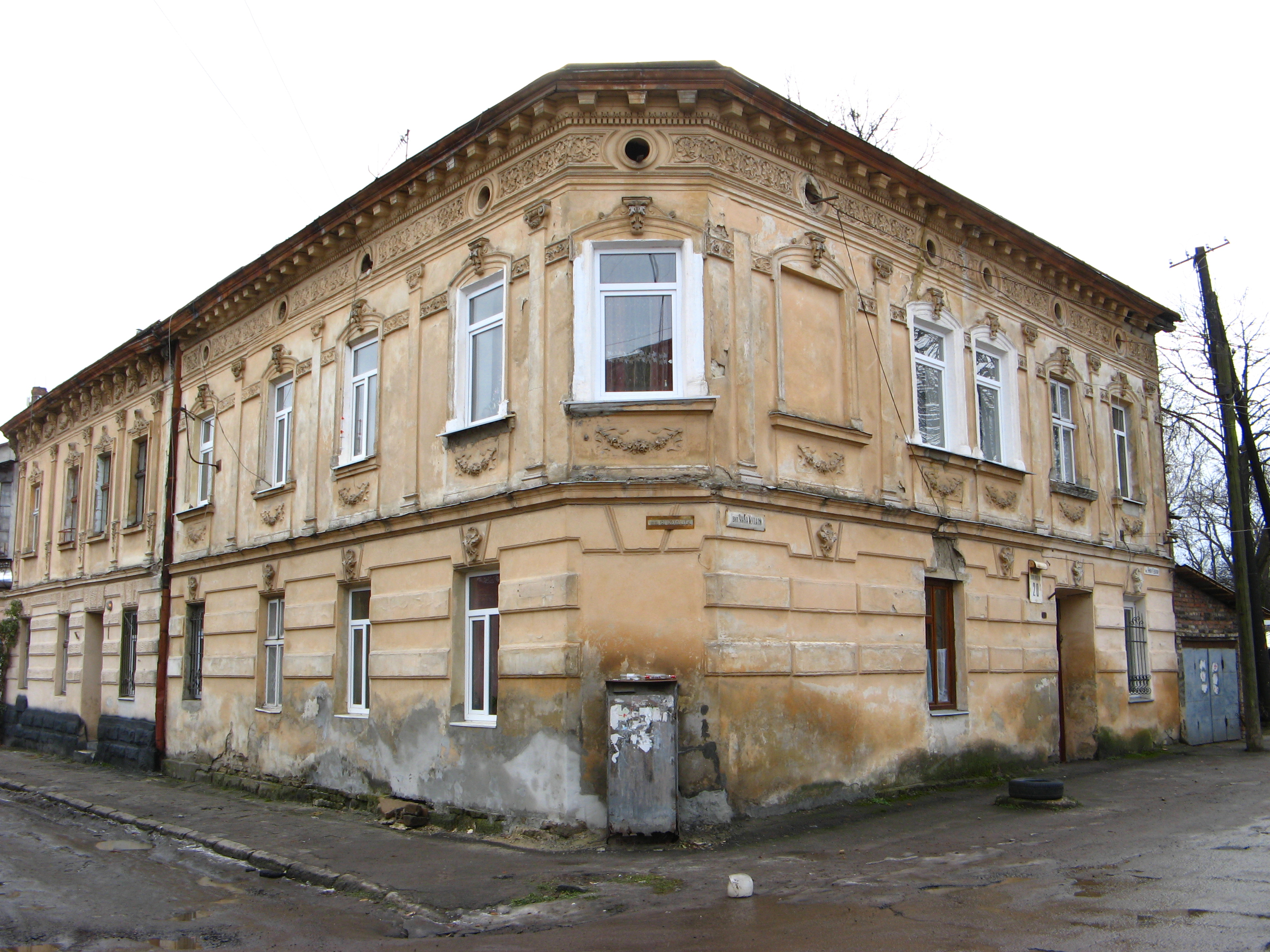
Кам'яниця (вул. Янки Купали, 20)